# Lasianthus multibracteatus
Lasianthus multibracteatus är en måreväxtart som beskrevs av Herbert Fuller Wernham. Lasianthus multibracteatus ingår i släktet Lasianthus och familjen måreväxter. Inga underarter finns listade i Catalogue of Life.